# Fytomasa

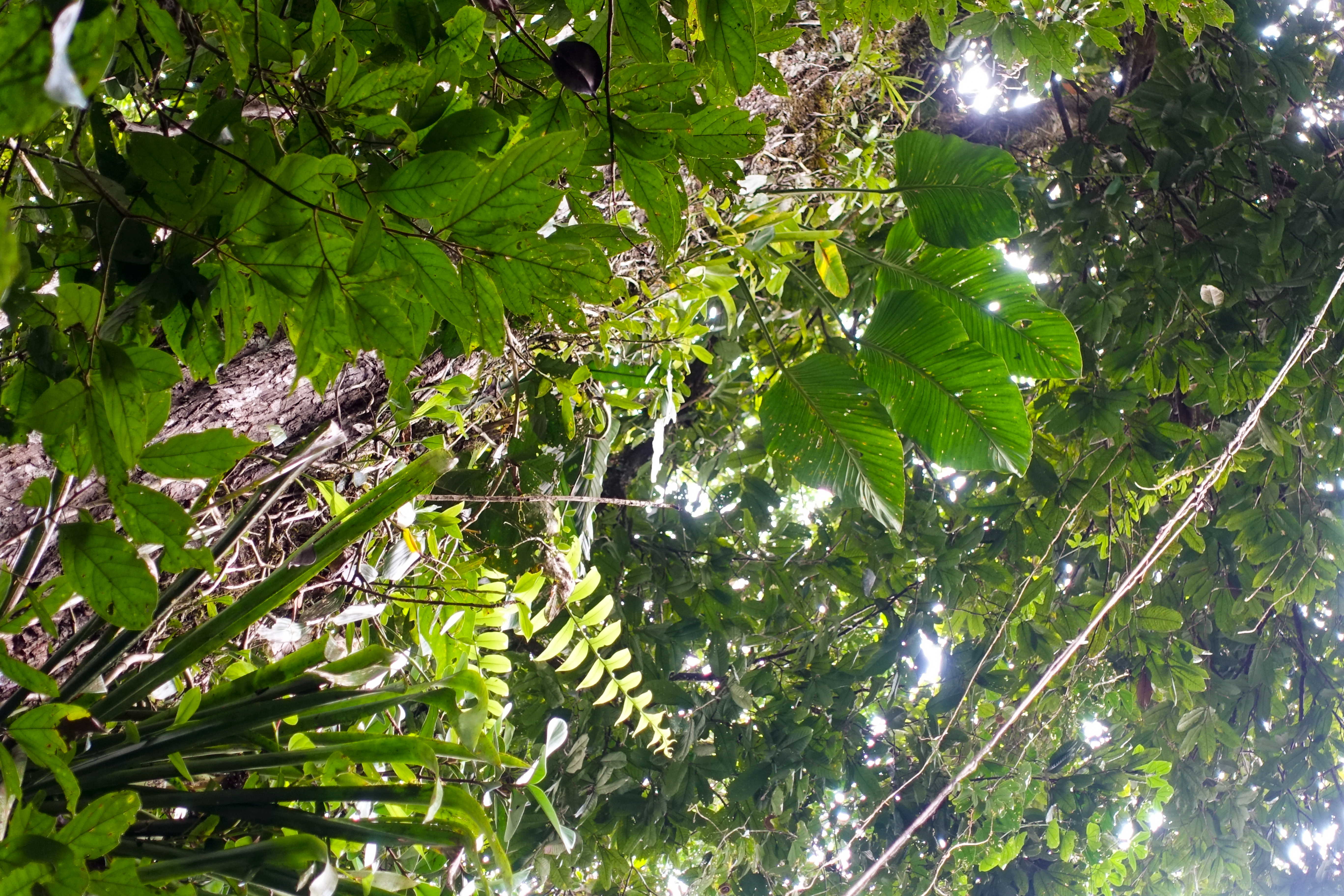
ekvádorský deštný prales

Fytomasa je objem rostlinné hmoty (zejména jejích organických látek) vytvořený díky působení fotosyntézy na určitém území. Je dílčí součástí biomasy. Množství (hmotnost) fytomasy se stanovuje především v suchém stavu, bez vody. 
Často je tento termín používán v souvislosti s nekonvenční (nepotravinářskou) zemědělskou činností a následnými energetickými přeměnami (např. zplyňování, spalování) za účelem produkce elektrické energie nebo alternativních pohonných hmot a paliv.